# Verband der Zoologischen Gärten
Der Verband der Zoologischen Gärten (VdZ), bis 2014 Verband Deutscher Zoodirektoren (VDZ), ist die führende Vereinigung wissenschaftlich geführter zoologischer Gärten im deutschsprachigen Raum mit Sitz in Berlin. Die Mitglieder müssen sich an wissenschaftlichen Maßstäben der Zoologie, Tiergartenbiologie, Erhaltungszucht und Zoopädagogik orientieren und diese umsetzten.

## Geschichte
Der Verband wurde 1887 gegründet und ist damit die älteste Zoovereinigung der Welt. Entstanden ist er aus den jährlichen Treffen von Zoodirektoren aus dem europäischen Raum bei den Tierversteigerungen im Zoo Antwerpen. Ab den 1920er Jahren erweiterte sich der Verband durch Mitglieder aus Mittel- und Nordeuropa. Er wurde zur Keimzelle des ersten Internationalen Zoodirektorenverbandes, der 1935 auf der Jahrestagung in Basel gegründet wurde. 1946, nach dem Zweiten Weltkrieg, erfolgte die Neugründung des Internationalen Zoodirektorenverbandes. Der VDZ konstituierte sich 1951 erneut. Die Mitglieder aus der DDR mussten den Verband 1968 verlassen. 1987, genau 100 Jahre nach seiner Gründung, gab sich der VDZ auf seiner Jahrestagung in Rheine eine neue Satzung, die aus dem losen Verband mit seinen jährlichen Zusammenkünften einen eingetragenen Verein mit fester Verbandsstruktur machte.
Von 2009 bis zum Umzug nach Berlin 2015 befand sich die Geschäftsstelle des Verbandes in Bern. 2014 wurde auf der Jahrestagung in Münster die Umbenennung in die heutige Bezeichnung beschlossen.
Während der COVID-19-Pandemie mussten viele Zoos über längere Zeiträume schließen, was zu massiven finanziellen Einbüßen führte. Im Oktober 2020 appellierte der Verband an die Regierungschefs der Bundesländer, bei der Umsetzung der neu beschlossenen Pandemie-Maßnahmen Augenmaß walten zu lassen. Verbandspräsident Professor Jörg Junhold stellte klar, dass eine pauschale Schließung aller Zoos aus Sicht des Verbands nicht notwendig sei und verwies darauf, dass Zoobesuche in erster Linie im Freien stattfinden und die Zoos Zeit gehabt hätten, funktionierende Hygienekonzepte zu erarbeiten. Auch sei in der kalten Jahreszeit ohnehin mit weniger Besuchern zu rechnen. Allerdings kam es von November 2020 bis zum Frühjahr 2021 erneut zur Schließung.
Im August 2023 wurde der Verband von mehreren Influencern, u. a. Rezo, Jonas Ems und Robert Marc Lehmann, in einem Video auf Lehmanns YouTube-Kanal stark kritisiert. In diesem Video wurden private Aufnahmen von einem Treffen des Verbands gezeigt. Kritisiert wurde, dass der Verband auf diesem Treffen darüber diskutierte, wie man in Zukunft besser auf die Kritik der Influencer eingehen könnte, nicht aber, wie man die kritisierten Umstände, wie beispielsweise die Verhaltensstörungen der Tiere, verbessern könnte.

## Verbandsstruktur
Heute gehören dem VdZ 71 zoologische Gärten und vergleichbare Einrichtungen in Deutschland, Österreich, der Schweiz sowie Spanien als institutionelle Mitglieder an. Ferner hat der Verband rund 90 korrespondierende, assoziierte, Förder- und Ehrenmitglieder. Die Verbandssprache ist deutsch. Das Verbandsorgan war bis Ende 2017 die in Jena erschienene Zeitschrift Der Zoologische Garten. Es war gleichzeitig Organ des Welt-Zooverbandes WAZA. Der VdZ ist als Verband Mitglied in der WAZA. 40 VdZ-Mitglieder sind darüber hinaus institutionelle Mitglieder in der WAZA. Eng ist auch die Zusammenarbeit mit dem europäischen Zooverband EAZA, in dem ebenfalls VdZ-Zoos Mitglieder sind. Einmal im Jahr treffen sich die Mitglieder des VdZ zu ihrer Jahrestagung in einem Mitgliedszoo. Diese Tagungen bestehen aus wissenschaftlichen Sitzungen und Geschäftssitzungen, einer Führung durch den gastgebenden Zoo und einer wissenschaftlichen Exkursion.
Der Verband wird geleitet von einem Vorstand bestehend aus neun Mitgliedern. Präsident ist Jörg Junhold, der Direktor des Zoo Leipzig.
Geschäftsführer ist Volker Homes. Die Geschäftsstelle befindet sich seit 2015 in Berlin.
Auf der Jahrestagung 2016 im Aachener Tierpark Euregiozoo verabschiedete der Verband ein neues Leitbild.
Siehe auch: Liste der Mitglieder des Verbands der Zoologischen Gärten

## Wirtschaftliche Faktoren

### Besuchszahlen
Von 1999 bis 2003 hatten die Besucherzahlen der Mitgliedzoos in Deutschland zwischen 26 und 27 Millionen gelegen. 2004 stieg die Zahl auf über 28 Millionen, wozu die Wiedereröffnung des umgebauten Zoos am Meer in Bremerhaven wesentlich beitrug. Danach stiegen die Gesamtzahlen kontinuierlich, namentlich als Folge der Gesamterneuerung der Zoos in Gelsenkirchen, Hannover und Leipzig, die massive Zuwächse verzeichnen konnten, der Eröffnung des Tropen-Aquariums Hagenbeck im Jahr 2007, des Darwineums in Rostock im Jahr 2012 und der wachsenden Popularität der grenznahen Zoos von Aachen und Nordhorn im Nachbarland Holland. Auch die meisten Zoos in Mecklenburg-Vorpommern konnten von der wachsenden Beliebtheit des Bundeslandes als Feriendestination profitieren und bei anderen, wie z. B. Dresden, Heidelberg, Neuwied und Osnabrück zahlten sich Investitionen in neue Anlagen aus.
2014 verzeichneten 52 der 53 deutschen Mitgliedzoos (der Aquazoo Düsseldorf war wegen Umbaus geschlossen) rund 33,4 Millionen Eintritte. Die fünf Mitglieder in Österreich empfingen 3,7 Millionen Besucher und die fünf in der Schweiz über 4,3 Millionen. Die beiden Mitgliedzoos außerhalb des deutschen Sprachraums, der Zoo Tallinn und der Loro Parque auf Teneriffa, empfingen zusammen 1,4 Millionen Besucher. Gemäß dem Faktenblatt des VdZ besuchten im Jahr 2016 41 Millionen Menschen die VdZ-Zoos. Zwei Millionen Besucher besitzen zudem eine Jahreskarte.
Im Jahr 2019 registrierte der Verband 45,3 Millionen Eintritte Zoobesuche. In den folgenden Jahren brachen die Besucherzahlen aufgrund der pandemiebedingten Schließungen ein.
Zoos gehören vielerorts zu den am meisten besuchten Freizeiteinrichtungen und sind somit für den Tourismus relevant.

### Zoos als Arbeitgeber
Die Zoos des VdZ schaffen nach eigenen Angaben (Stand: 2020) rund 6.000 Arbeitsplätze, darunter u. a. Personal in den Bereichen Tierpflege, Tiermedizin, Gärtnerei und Zoopädagogig. Hinzu kommen ca. 2.400 indirekte Arbeitsplätze, sowie 780 Saisonstellen, die vornehmlich in den Bereichen Gastronomie und Service geschaffen werden.
Zusätzlich bieten einige Zoos Freiwilligendienste im Rahmen des Bundesfreiwilligendienstes, FSJ und FÖJ an. Zudem sind nach eigenen Angaben 90 % der Mitgliederzoos Ausbildungsbetriebe.

### Umsatz und Ausgaben
Nach eigenen Angaben erwirtschaften die Mitglieder des VdZ im Jahr bis zu 300 Millionen Euro Umsatz. Bis zur Pandemie stieg das Investitionsniveau jährlich an auf 141 Millionen Euro im Jahr 2019, die in den Bau neuer Gehege fließen.

## Natur- und Artenschutz
In seinem Leitbild betrachtet der VdZ Natur- und Artenschutz als seine Hauptaufgabe. Ein Großteil des Artenschutzes durch zoologische Einrichtungen sind die sogenannten ex-situ Projekte, vornehmlich in Form von Erhaltungszucht. VdZ-Zoos beteiligen sich dabei an dem Europäischen Erhaltungszuchtprogramm, in dessen Rahmen über 400 Arten gezüchtet werden. 106 solcher internationaler Zuchtprogramme wurden im Jahr 2020 von VdZ-Zoos koordiniert. Die Zahl der Auswilderungen steigt, so konnten 2018 und 2019 insgesamt 3072 Individuen aus VdZ-Einrichtungen ausgewildert werden. Die Tiere gehörten zu 46 verschiedenen Arten. Zuletzt hatte der Verband der Zoologischen Gärten 2016 einige hundert Auswilderungen pro Jahr registriert.
Durch Erhaltungszucht wurden ca. 50 Tierarten, sowie einige Unterarten, vor dem sicheren Aussterben bewahrt. Dazu zählen Wisente, Przewalskipferde, Mhorrgazellen, Kalifornienkondore, Davidshirsche (Milus), Oryxantilopen und Spixaras. Bei vielen waren deutsche Zoos maßgeblich beteiligt. Aktuell hält der VdZ sieben Arten, die die IUCN als „in der Wildnis ausgestorben“ bewertet.
Nach eigenen Angaben investierten VdZ-Zoos im Jahr 2019 ca. 8 Millionen Euro in Artenschutzprojekte vor Ort. Im Jahr 2021 waren es fast 10 Millionen Euro. Hinzu kommen noch Sachspenden, Expertise und entsendetes Personal.
Viele Zoos engagieren sich auch im regionalen Natur- und Artenschutz. So betreiben 19 Mitglieder des VdZ eine Auffang- und Auswilderungsstation für verwundete Wildtiere.
Neben den individuellen Kooperationen einzelner Zoos, arbeitet der VdZ mit verschiedenen Organisationen, wie der Stiftung Artenschutz, der Zoologischen Gesellschaft für Arten- und Populationsschutz ZGAP, der Weltnaturschutzunion (IUCN), dem WWF, dem NABU oder der Deutschen Wildtier Stiftung zusammen.

## Bildung und Forschung
88 % aller VdZ-Zoos haben eine Zooschule. Jährlich nehmen 1,2 Millionen Zoobesucher an 171.000 speziellen Bildungsangeboten teil.
Unter Mitwirkung von VdZ-Zoos werden jährlich 400 wissenschaftliche Studien zu tierbiologischen und naturschutzrelevanten Themen publiziert. Der VdZ und der Europäische Zooverband (EAZA) betreiben seit 2022 die „Zoo Science Library“, eine öffentlich zugängliche Auflistung von Veröffentlichungen aus internationalen, peer-reviewed Fachzeitschriften auf, die unter Beteiligung Zoologischer Gärten und Aquarien entstanden sind.
Einzelne Zoos arbeiten auch langfristig mit wissenschaftlichen Instituten zusammen. So beherbergt der Zoo Leipzig das Wolfgang-Köhler-Primaten-Forschungszentrum des Max-Planck-Institut für evolutionäre Anthropologie.